# Telesto aurantiaca
Telesto aurantiaca is een zachte koraalsoort uit de familie Clavulariidae. De koraalsoort komt uit het geslacht Telesto. Telesto aurantiaca werd in 1812 voor het eerst wetenschappelijk beschreven door Lamouroux. 